# 陈海威
陈海威（1994年12月30日—）生于福建泉州，是一名中国男子击剑运动员，主攻花剑。他童年时接触过足球和篮球等运动，13岁时开始接触击剑。2009年，他进入福建省省队，开始接受系统性训练。2014年，他在世界青年击剑锦标赛上获得男子个人花剑和男子团体花剑两枚金牌，首次在世界青年级比赛中获得冠军。